# IHF Emerging Nations Championship 2025
IHF Emerging Nations Championship 2025 – piąta edycja IHF Emerging Nations Championship, oficjalnego międzynarodowego turnieju piłki ręcznej organizowanego przez IHF mającego na zadanie podniesienie poziomu sportowego rozwijających się męskich reprezentacji. Odbyła się w dniach 11–16 marca 2025 roku w Bułgarii, będąc jednocześnie jednym z etapów kwalifikacji do ME 2028.
W zawodach wzięło udział osiem reprezentacji, pięć europejskich oraz po jednej z Afryki i obu Ameryk, które w pierwszej fazie rywalizowały systemem kołowym podzielone na dwie czterozespołowe grupy, po czym dwie czołowe z każdej z nich awansowały do półfinałów. Harmonogram rozgrywek opublikowano na początku marca 2025 roku, ze szczegółami fazy play-off po zakończeniu rozgrywek grupowych. Dla zespołów należących do EHF stawką zawodów było także jedno miejsce w rundzie barażowej eliminacji do ME 2028.
W zawodach zwyciężyła po raz pierwszy Wielka Brytania, awans do kolejnej fazy kwalifikacji do ME 2028 uzyskali zaś ich finałowi przeciwnicy, Bułgarzy. Po zakończonym turnieju IHF opublikowała statystyki indywidualne i drużynowe.

## Losowanie grup
Losowanie grup zaplanowano na 28 stycznia 2025 roku w Oslo przy okazji rozgrywanych tam MŚ 2025, a przed nim drużyny zostały podzielone na cztery koszyki.
| Koszyk 1          |
| ----------------- |
| Stany Zjednoczone |
| Cypr              |

| Koszyk 2    |
| ----------- |
| Bułgaria    |
| Azerbejdżan |

| Koszyk 3        |
| --------------- |
| Nigeria         |
| Wielka Brytania |

| Koszyk 4 |
| -------- |
| Mołdawia |
| Paragwaj |

W jego wyniku zostały wyłonione dwie czterozespołowe grupy, przy czym gospodarz miał prawo wyboru grupy, do której zostanie przydzielony.
| Grupa A         |
| --------------- |
| Cypr            |
| Bułgaria        |
| Wielka Brytania |
| Paragwaj        |

| Grupa B           |
| ----------------- |
| Stany Zjednoczone |
| Azerbejdżan       |
| Nigeria           |
| Mołdawia          |

## Faza grupowa

### Grupa A
| 11 marca 202518:30 | Bułgaria | 35:18(19:10) | Paragwaj | Pałac Kultury i Sportu, Warna Widzów: 350 Sędzia: Balvan, El-Saied, Cournil |
| 11 marca 202518:30 |          | 35:18(19:10) |          | Pałac Kultury i Sportu, Warna Widzów: 350 Sędzia: Balvan, El-Saied, Cournil |

| 11 marca 202520:45 | Cypr | 23:37(15:20) | Wielka Brytania | Pałac Kultury i Sportu, Warna Widzów: 80 Sędzia: Lončar, Pagh, Ismoilov |
| 11 marca 202520:45 |      | 23:37(15:20) |                 | Pałac Kultury i Sportu, Warna Widzów: 80 Sędzia: Lončar, Pagh, Ismoilov |

| 12 marca 202518:00 | Bułgaria | 35:22(21:13) | Wielka Brytania | Pałac Kultury i Sportu, Warna Widzów: 400 Sędzia: Lončar, Thygesen, Fabryczny |
| 12 marca 202518:00 |          | 35:22(21:13) |                 | Pałac Kultury i Sportu, Warna Widzów: 400 Sędzia: Lončar, Thygesen, Fabryczny |

| 12 marca 202520:15 | Paragwaj | 30:23(14:12) | Cypr | Pałac Kultury i Sportu, Warna Widzów: 20 Sędzia: Lončar, Pagh, Ismoilov |
| 12 marca 202520:15 |          | 30:23(14:12) |      | Pałac Kultury i Sportu, Warna Widzów: 20 Sędzia: Lončar, Pagh, Ismoilov |

| 13 marca 202518:00 | Cypr | 19:34(10:18) | Bułgaria | Pałac Kultury i Sportu, Warna Widzów: 400 Sędzia: Prastalo, Rawicki, Ismoilov |
| 13 marca 202518:00 |      | 19:34(10:18) |          | Pałac Kultury i Sportu, Warna Widzów: 400 Sędzia: Prastalo, Rawicki, Ismoilov |

| 13 marca 202520:15 | Wielka Brytania | 33:27(17:14) | Paragwaj | Pałac Kultury i Sportu, Warna Widzów: 50 Sędzia: El-Saied, Lamour, Fabryczny |
| 13 marca 202520:15 |                 | 33:27(17:14) |          | Pałac Kultury i Sportu, Warna Widzów: 50 Sędzia: El-Saied, Lamour, Fabryczny |

### Grupa B
| 11 marca 202513:30 | Azerbejdżan | 21:33(8:14) | Mołdawia | Pałac Kultury i Sportu, Warna Widzów: 100 Sędzia: Doychinov, Fabryczny, Ismoilov |
| 11 marca 202513:30 |             | 21:33(8:14) |          | Pałac Kultury i Sportu, Warna Widzów: 100 Sędzia: Doychinov, Fabryczny, Ismoilov |

| 11 marca 202515:45 | Stany Zjednoczone | 31:31(18:12) | Nigeria | Pałac Kultury i Sportu, Warna Widzów: 50 Sędzia: Goretsov, Lončar, Thygesen |
| 11 marca 202515:45 |                   | 31:31(18:12) |         | Pałac Kultury i Sportu, Warna Widzów: 50 Sędzia: Goretsov, Lončar, Thygesen |

| 12 marca 202513:30 | Mołdawia | 26:42(14:18) | Stany Zjednoczone | Pałac Kultury i Sportu, Warna Widzów: 100 Sędzia: Cournil, Balvan, Rawicki |
| 12 marca 202513:30 |          | 26:42(14:18) |                   | Pałac Kultury i Sportu, Warna Widzów: 100 Sędzia: Cournil, Balvan, Rawicki |

| 12 marca 202515:45 | Azerbejdżan | 17:29(8:9) | Nigeria | Pałac Kultury i Sportu, Warna Widzów: 50 Sędzia: Prastalo, El-Saied, Lamour |
| 12 marca 202515:45 |             | 17:29(8:9) |         | Pałac Kultury i Sportu, Warna Widzów: 50 Sędzia: Prastalo, El-Saied, Lamour |

| 13 marca 202513:30 | Nigeria | 25:22(14:12) | Mołdawia | Pałac Kultury i Sportu, Warna Widzów: 60 Sędzia: Goretsov, Lončar, Thygesen |
| 13 marca 202513:30 |         | 25:22(14:12) |          | Pałac Kultury i Sportu, Warna Widzów: 60 Sędzia: Goretsov, Lončar, Thygesen |

| 13 marca 202515:45 | Stany Zjednoczone | 45:25(19:11) | Azerbejdżan | Pałac Kultury i Sportu, Warna Widzów: 40 Sędzia: Balvan, Doychinov, El-Saied |
| 13 marca 202515:45 |                   | 45:25(19:11) |             | Pałac Kultury i Sportu, Warna Widzów: 40 Sędzia: Balvan, Doychinov, El-Saied |

## Faza pucharowa

### Mecze o miejsca 1–4
|  |                   |                   |                 |                   |    |          |          |       |
|  | Półfinały         | Półfinały         | Półfinały       |                   |    | Finał    | Finał    | Finał |
|  | Półfinały         | Półfinały         | Półfinały       |                   |    | Finał    | Finał    | Finał |
|  | 15 marca          |                   |                 |                   |    |          |          |       |
|  |                   |                   |                 |                   |    |          |          |       |
|  | Bułgaria          | Bułgaria          | 30              |                   |    |          |          |       |
|  | Bułgaria          | Bułgaria          | 30              | 16 marca          |    |          |          |       |
|  | Nigeria           | Nigeria           | 23              |                   |    |          |          |       |
|  | Nigeria           | Nigeria           | 23              |                   |    | Bułgaria | Bułgaria | 25    |
|  | 15 marca          |                   |                 |                   |    | Bułgaria | Bułgaria | 25    |
|  |                   |                   | Wielka Brytania | Wielka Brytania   | 29 |          |          |       |
|  | Stany Zjednoczone | Stany Zjednoczone | Wielka Brytania | Wielka Brytania   | 29 | 25       |          |       |
|  | Stany Zjednoczone | Stany Zjednoczone |                 |                   |    |          |          |       |
|  | Wielka Brytania   | Wielka Brytania   | 29              |                   |    |          |          |       |
|  | Wielka Brytania   | Wielka Brytania   | 29              | Mecz o 3. miejsce |    |          |          |       |
|  |                   |                   |                 |                   |    |          |          |       |
|  | 16 marca          |                   |                 |                   |    |          |          |       |
|  |                   |                   |                 |                   |    |          |          |       |
|  | Nigeria           | Nigeria           | 28              |                   |    |          |          |       |
|  | Nigeria           | Nigeria           | 28              |                   |    |          |          |       |
|  | Stany Zjednoczone | Stany Zjednoczone | 31              |                   |    |          |          |       |
|  | Stany Zjednoczone | Stany Zjednoczone | 31              |                   |    |          |          |       |

| 15 marca 202517:30 | Bułgaria | 30:23(15:8) | Nigeria | Pałac Kultury i Sportu, Warna Widzów: 550 Sędzia: Lončar, El-Saied, Rawicki |
| 15 marca 202517:30 |          | 30:23(15:8) |         | Pałac Kultury i Sportu, Warna Widzów: 550 Sędzia: Lončar, El-Saied, Rawicki |

| 15 marca 202520:15 | Stany Zjednoczone | 25:29(14:13) | Wielka Brytania | Pałac Kultury i Sportu, Warna Widzów: 60 Sędzia: Prastalo, Pagh, Ismoilov |
| 15 marca 202520:15 |                   | 25:29(14:13) |                 | Pałac Kultury i Sportu, Warna Widzów: 60 Sędzia: Prastalo, Pagh, Ismoilov |

| 16 marca 202517:30 | Nigeria | 28:31(14:19) | Stany Zjednoczone | Pałac Kultury i Sportu, Warna Widzów: 100 Sędzia: Doychinov, Thygesen, Cournil |
| 16 marca 202517:30 |         | 28:31(14:19) |                   | Pałac Kultury i Sportu, Warna Widzów: 100 Sędzia: Doychinov, Thygesen, Cournil |

| 16 marca 202520:15 | Bułgaria | 25:29(13:15) | Wielka Brytania | Pałac Kultury i Sportu, Warna Widzów: 1 000 Sędzia: El-Saied, Fabryczny, Ismoilov |
| 16 marca 202520:15 |          | 25:29(13:15) |                 | Pałac Kultury i Sportu, Warna Widzów: 1 000 Sędzia: El-Saied, Fabryczny, Ismoilov |

### Mecze o miejsca 5–8
|  |                        |                        |                        |                   |    |                   |                   |                   |
|  | Półfinały o 5. miejsce | Półfinały o 5. miejsce | Półfinały o 5. miejsce |                   |    | Mecz o 5. miejsce | Mecz o 5. miejsce | Mecz o 5. miejsce |
|  | Półfinały o 5. miejsce | Półfinały o 5. miejsce | Półfinały o 5. miejsce |                   |    | Mecz o 5. miejsce | Mecz o 5. miejsce | Mecz o 5. miejsce |
|  | 15 marca               |                        |                        |                   |    |                   |                   |                   |
|  |                        |                        |                        |                   |    |                   |                   |                   |
|  | Paragwaj               | Paragwaj               | 34                     |                   |    |                   |                   |                   |
|  | Paragwaj               | Paragwaj               | 34                     | 16 marca          |    |                   |                   |                   |
|  | Azerbejdżan            | Azerbejdżan            | 22                     |                   |    |                   |                   |                   |
|  | Azerbejdżan            | Azerbejdżan            | 22                     |                   |    | Paragwaj          | Paragwaj          | 37                |
|  | 15 marca               |                        |                        |                   |    | Paragwaj          | Paragwaj          | 37                |
|  |                        |                        | Cypr                   | Cypr              | 28 |                   |                   |                   |
|  | Mołdawia               | Mołdawia               | Cypr                   | Cypr              | 28 | 23                |                   |                   |
|  | Mołdawia               | Mołdawia               |                        |                   |    |                   |                   |                   |
|  | Cypr                   | Cypr                   | 24                     |                   |    |                   |                   |                   |
|  | Cypr                   | Cypr                   | 24                     | Mecz o 3. miejsce |    |                   |                   |                   |
|  |                        |                        |                        |                   |    |                   |                   |                   |
|  | 16 marca               |                        |                        |                   |    |                   |                   |                   |
|  |                        |                        |                        |                   |    |                   |                   |                   |
|  | Azerbejdżan            | Azerbejdżan            | 28                     |                   |    |                   |                   |                   |
|  | Azerbejdżan            | Azerbejdżan            | 28                     |                   |    |                   |                   |                   |
|  | Mołdawia               | Mołdawia               | 29                     |                   |    |                   |                   |                   |
|  | Mołdawia               | Mołdawia               | 29                     |                   |    |                   |                   |                   |

| 15 marca 202513:00 | Paragwaj | 34:22(14:8) | Azerbejdżan | Pałac Kultury i Sportu, Warna Widzów: 50 Sędzia: Goretsov, El-Saied, Cournil |
| 15 marca 202513:00 |          | 34:22(14:8) |             | Pałac Kultury i Sportu, Warna Widzów: 50 Sędzia: Goretsov, El-Saied, Cournil |

| 15 marca 202515:15 | Mołdawia | 23:24(11:11) | Cypr | Pałac Kultury i Sportu, Warna Widzów: 80 Sędzia: Doychinov, Lamour, Ismoilov |
| 15 marca 202515:15 |          | 23:24(11:11) |      | Pałac Kultury i Sportu, Warna Widzów: 80 Sędzia: Doychinov, Lamour, Ismoilov |

| 16 marca 202513:00 | Azerbejdżan | 28:29(14:20) | Mołdawia | Pałac Kultury i Sportu, Warna Widzów: 20 Sędzia: Balvan, Pagh, Ismoilov |
| 16 marca 202513:00 |             | 28:29(14:20) |          | Pałac Kultury i Sportu, Warna Widzów: 20 Sędzia: Balvan, Pagh, Ismoilov |

| 16 marca 202515:15 | Paragwaj | 37:28(17:16) | Cypr | Pałac Kultury i Sportu, Warna Widzów: 30 Sędzia: Goretsov, Lončar, El-Saied |
| 16 marca 202515:15 |          | 37:28(17:16) |      | Pałac Kultury i Sportu, Warna Widzów: 30 Sędzia: Goretsov, Lončar, El-Saied |

## Klasyfikacja końcowa
| Miejsce | Reprezentacja     | Składy |
| ------- | ----------------- | ------ |
| 1       | Wielka Brytania   |        |
| 2       | Bułgaria          |        |
| 3       | Stany Zjednoczone |        |
| 4       | Nigeria           |        |
| 5       | Paragwaj          |        |
| 6       | Cypr              |        |
| 7       | Mołdawia          |        |
| 8       | Azerbejdżan       |        |

## Nagrody indywidualne
Nagrody indywidualne otrzymali:
| MVP              | Najlepszy bramkarz | Najlepszy lewoskrzydłowy | Najlepszy lewy rozgrywający | Najlepszy środkowy rozgrywający | Najlepszy prawy rozgrywający | Najlepszy prawoskrzydłowy | Najlepszy obrotowy |
| ---------------- | ------------------ | ------------------------ | --------------------------- | ------------------------------- | ---------------------------- | ------------------------- | ------------------ |
| Svetlin Dimitrov | Nikolay Petrov     | Louis Daniel Christy     | Sebastian Vellenoweth       | Kristian Vasilev                | Francisco Pereira            | Gary Phillips             | Andrew Donlin      |